# James Whyte Black
Pour les articles homonymes, voir James Black et Black.
Sir James Whyte Black, né le 14 juin 1924 et mort le 22 mars 2010, est un médecin et pharmacologue écossais qui a inventé le propranolol et a participé activement à la synthèse de la cimétidine. Il a obtenu le Prix Nobel de physiologie ou médecine en 1988 (avec Gertrude Elion et George Hitchings) pour cette découverte.

## Biographie
Black a fait ses études à l'université de St Andrews, Fife, où il a étudié la médecine, notamment via le département de physiologie, puis fut maître de conférences à l'Université de Malaya. À son retour en Écosse, en 1950, il a rejoint l'université de Glasgow où il a créé le département de physiologie.
Il a été employé par Imperial Chemical Industries (1958-1964), GlaxoSmithKline (1964-1973) et la Wellcome Trust (1978-1984) et a été nommé professeur de pharmacologie à l'university College de Londres (1973-1978) et le King's College de Londres (1984-1992).
Sir James Black contribua à la cardiologie, en tant que médecin et en tant que scientifique. Son invention du propranolol a révolutionné la gestion médicale de l'angine de poitrine.

Il a également démontré, en 1972, la sélectivité des nouveaux antihistaminiques vis-à-vis de l'estomac et suggère alors deux sortes de récepteurs histaminiques : les récepteurs H1 impliqués dans les phénomènes allergiques (l'anaphylaxie) et les récepteurs H2 impliqués dans la sécrétion acide de l'estomac (les ulcères).
Il a été le chancelier de l'université de Dundee entre 1992 et mai 2006.
Il a été fait Knight Bachelor en 1981. En 2000, Sir James a été nommé à l'Ordre du mérite par la reine Élisabeth II. Il a été élu à la Royal Society en 1976 et la même année, il a reçu le prix Albert-Lasker.